# ケヴィン・オヘア
ケヴィン・オヘア（Kevin O'Hare、1965年9月14日 - ）は、イギリス出身の元バレエダンサーである。2012年に前任のモニカ・メイソンに代わってロイヤル・バレエ団の芸術監督となり、現在も同職を務めている。

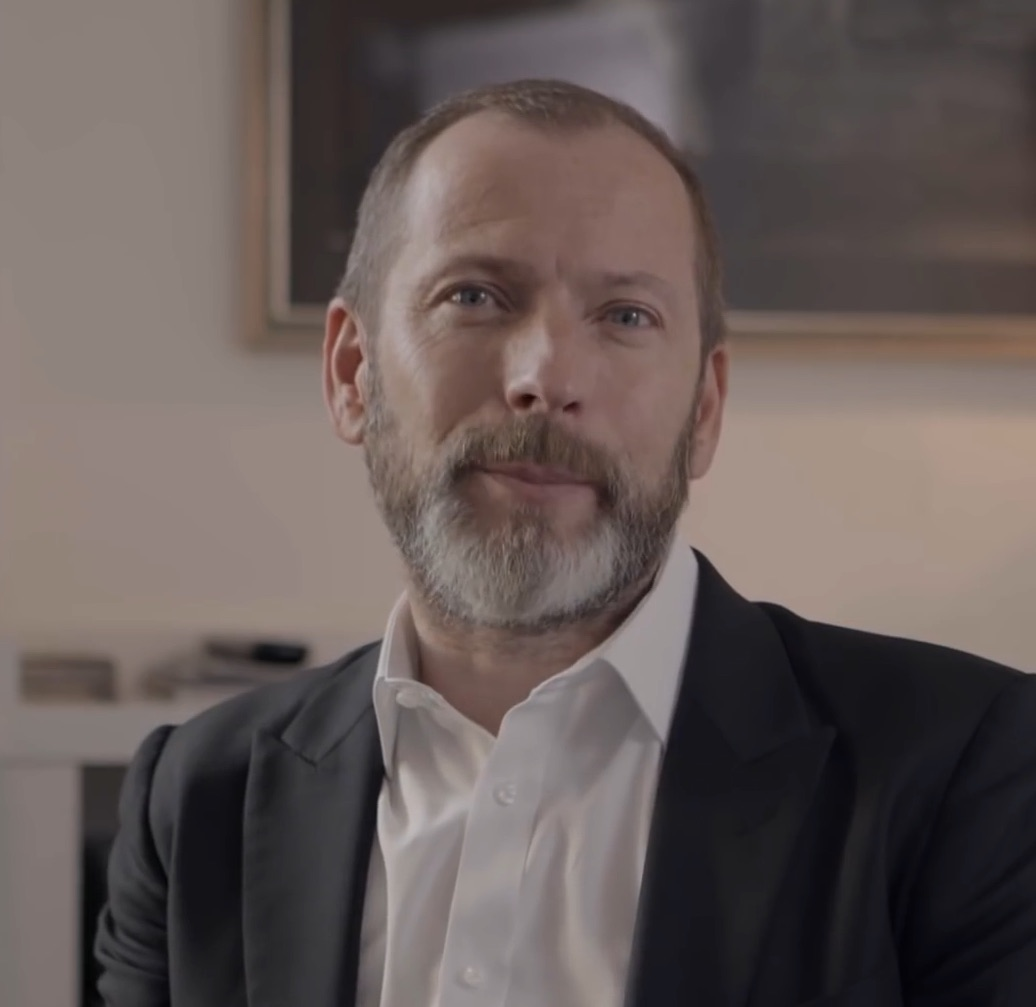
ケヴィン・オヘア（2016年）

## 幼少期
北アイルランド出身の両親（父マイケル、母ヴェラ）の間に、キングストン・アポン・ハルで生まれる。ハルのセント・チャールズ・RC小学校とセント・トマス・モア・RC学校に通いながら、姉アンと兄マイケルとともにバレエを学んだ。
このころ兄マイケルとともに映画『ダウンタウン物語』に出演している。11歳のとき、マイケルに続いてロイヤル・バレエ学校に入学した。ロイヤル・バレエ学校だけでなく、交換留学プログラムによりデンマーク王立バレエでも学んだ 。1984年に卒業し、その年の学年末学校公演で『眠れる森の美女』のフロリムント王子を演じて同窓のヴィヴィアナ・デュランテと共演した。

## ダンサーとして
1984年、ロイヤル・バレエ学校を卒業して兄マイケルが所属していたサドラーズ・ウェルズ・ロイヤル・バレエ団（現バーミンガム・ロイヤル・バレエ団）に入団した（なお、マイケルは現在同団のバレエマスターを務めている）。3年目に『ジゼル』のアルブレヒト王子役で初主役をとり、1988年にプリンシパルに昇進した。サドラーズ・ウェルズ・ロイヤル・バレエ団は1987年にバーミンガムに招聘され、1990年にバーミンガム・ロイヤル・バレエ団に改称された。オヘアは『白鳥の湖』のジークフリート王子、『眠れる森の美女』のフロリムント王子、『ジゼル』のアルブレヒト王子などを演じた他、バーミンガム・ロイヤル・バレエ団におけるマクミラン版『ロメオとジュリエット』初演でロメオ役など、古典作品の主役を多く演じた。デヴィッド・ビントレーが1995年にバーミンガム・ロイヤル・バレエ団の芸術監督に就任すると、オヘアはビントレーが制作した『エドワード2世』、『狂乱の群れを離れて（Far from the Madding Crowd）』、『カルミナ・ブラーナ』、『シルヴィア』を初演した。
2000年、35歳を迎える誕生日にダンサーを引退した。

## ダンサー引退後
2000年にダンサーを引退すると、ロイヤル・シェイクスピア・カンパニーで9か月に渡ってカンパニー経営について学び、マネージャーとして2001年にバーミンガム・ロイヤル・バレエ団に復帰した。2004年にロイヤル・バレエ団のマネージャーに任命され、2009年には理事長に就任した。理事長に就任すると初のキューバ公演を指揮し、続いてThe O2での初公演をサポートした。2011年には、モニカ・メイソンの後任として2012年7月にロイヤル・バレエ団芸術監督に就任することが発表された。この他にも、2000年から2009年にかけてロイヤル・バレエ学校の理事会メンバを務めている。
芸術監督に就任すると、「21世紀で最も才能のあるアーティスト、すなわち世界クラスのダンサー、振付家、デザイナー、ミュージシャンを集めて同じステージでコラボレーションする」こと、さらには常任振付家のウェイン・マクレガーと芸術助監督のクリストファー・ウィールドンと緊密に協力することを表明した。そして、芸術監督となった初シーズンでリアム・スカーレットを新たに常任振付家に任命した。2013年には、毎年三幕物バレエの新作を委嘱するという目標を打ち出した。2015年には、2015/2016年シーズンでは新作に注力することを発表し、マクレガー、ウィールドン、スカーレット、ウィル・タケット、カルロス・アコスタの新作を取り上げ、さらにはシャーロット・エドモンズとともに若い振付家を取り上げるプログラムを立ち上げた。
ロイヤル・バレエ団以外でも、2013年からダンスUK、2015年からはノーザン・バレエの理事会にも席を持ち、イギリスのバレエ界に重きをなしている。

## 訳注
1. ↑  日本では、オーロラ姫と結ばれる王子の名はプティパ版に基づき「デジレ王子」と呼ばれることが多いが、ロイヤル・バレエ団では「フロリムント王子」と呼ぶ[4]。